# Santa Ana (kommunhuvudort i Guatemala)
Santa Ana är en kommunhuvudort i Guatemala.   Den ligger i kommunen Municipio de Santa Ana och departementet Petén, i den norra delen av landet, 250 km norr om huvudstaden Guatemala City. Santa Ana ligger 213 meter över havet och antalet invånare är 9 523.
Terrängen runt Santa Ana är platt, och sluttar söderut. Runt Santa Ana är det glesbefolkat, med 17 invånare per kvadratkilometer. Närmaste större samhälle är San Benito, 15,8 km nordväst om Santa Ana. I omgivningarna runt Santa Ana växer i huvudsak städsegrön lövskog.